# バルタザール・アントン・ドゥンカー
バルタザール・アントン・ドゥンカー（Balthasar Anton Dunker 、姓は Dunckerとも、1746年1月15日 - 1807年4月2日）はドイツ生まれの版画家である。主にスイスのベルンで働いた。

## 略歴
ドイツのバルト海に面した現在のメクレンブルク＝フォアポンメルン州のザール(Saal)に生まれた。父親は聖職者であったが、絵の才能を早くから示し、当時スウェーデン領ポメラニアやスウェーデンで働いていた風景画家、ヤコブ・フィリップ・ハッケルト(1737-1807)の弟子になった。1765年にハッケルトがスウェーデンのパトロンの希望でパリに移った時、同行した。
ドゥンカーはパリで、画家のジョゼフ＝マリー・ヴィアンやノエル・アレに学び、ドイツ生まれの版画家、ヨハン・ゲオルク・ヴィレからも強い影響を受けた
画商を通して、版画の注文を受けるようになり、独立し、1770年から1772年の間、ショワズール公爵からの注文で働いた。1772年からスイスのバーゼルの版画家、出版社主、クリスティアン・フォン・メーヒェル(Christian von Mechel: 1737-1817)のもとで働くためにバーゼルに移るが、メーヒェルと諍いを起こしてバーゼルを離れた。パリに戻る途中訪れた、当時出版が盛んにおこなわれていたスイスのベルンに住み着くことになった。1775年にベルン州エーリッツの女性と結婚した。1777年にヴォー州のロールの市民権を得た。スイスやイタリアの風景画を描き、風俗画や歴史画も制作し、本の挿絵も制作した。ヨハン・ルートヴィヒ・アベルリ(1723-1786)やジークムント・フロイデンベルガー(1745-1801)といった画家たちと協力した。
1790年代に入ると、フランス革命に影響で、絵画や版画を購入する人々が減ることになった。1798年から1800年にかけて、革命の結果に対して批判的な立場で風刺的ないくつかの著作を発表し、スイスにおける政治風刺画の初期の作品として評価された。
息子のフィリップ・ハインリヒ・ドゥンカー(Philipp Heinrich Dunker: 1781–1836)は風景画家、版画家になった。

## 作品

(1797)
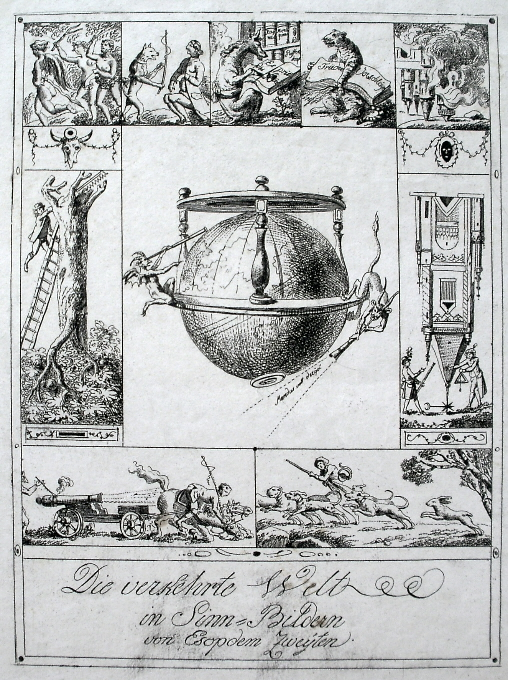
フランス革命を風刺した作品
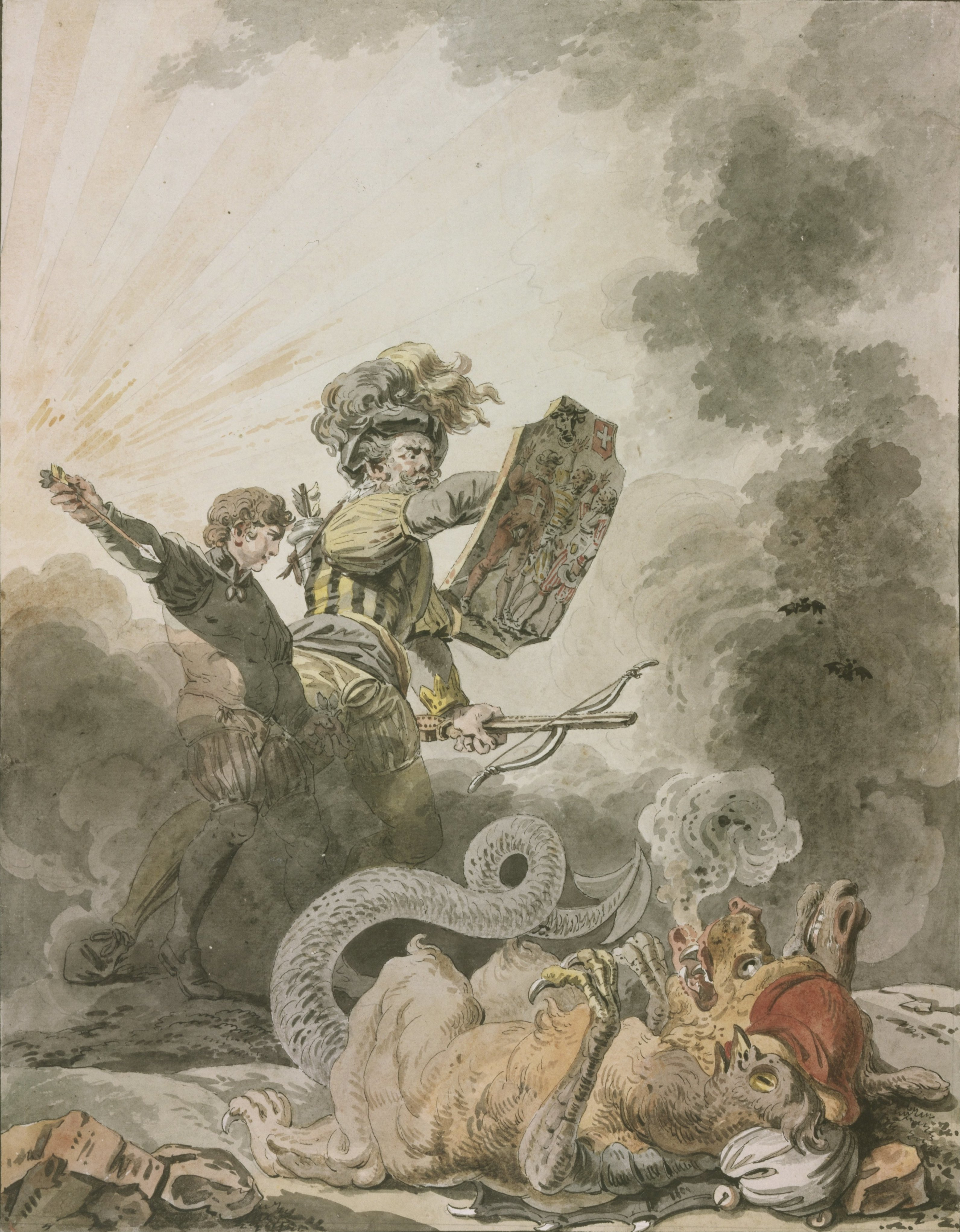
革命と戦うウィリアム・テル(c.1798)
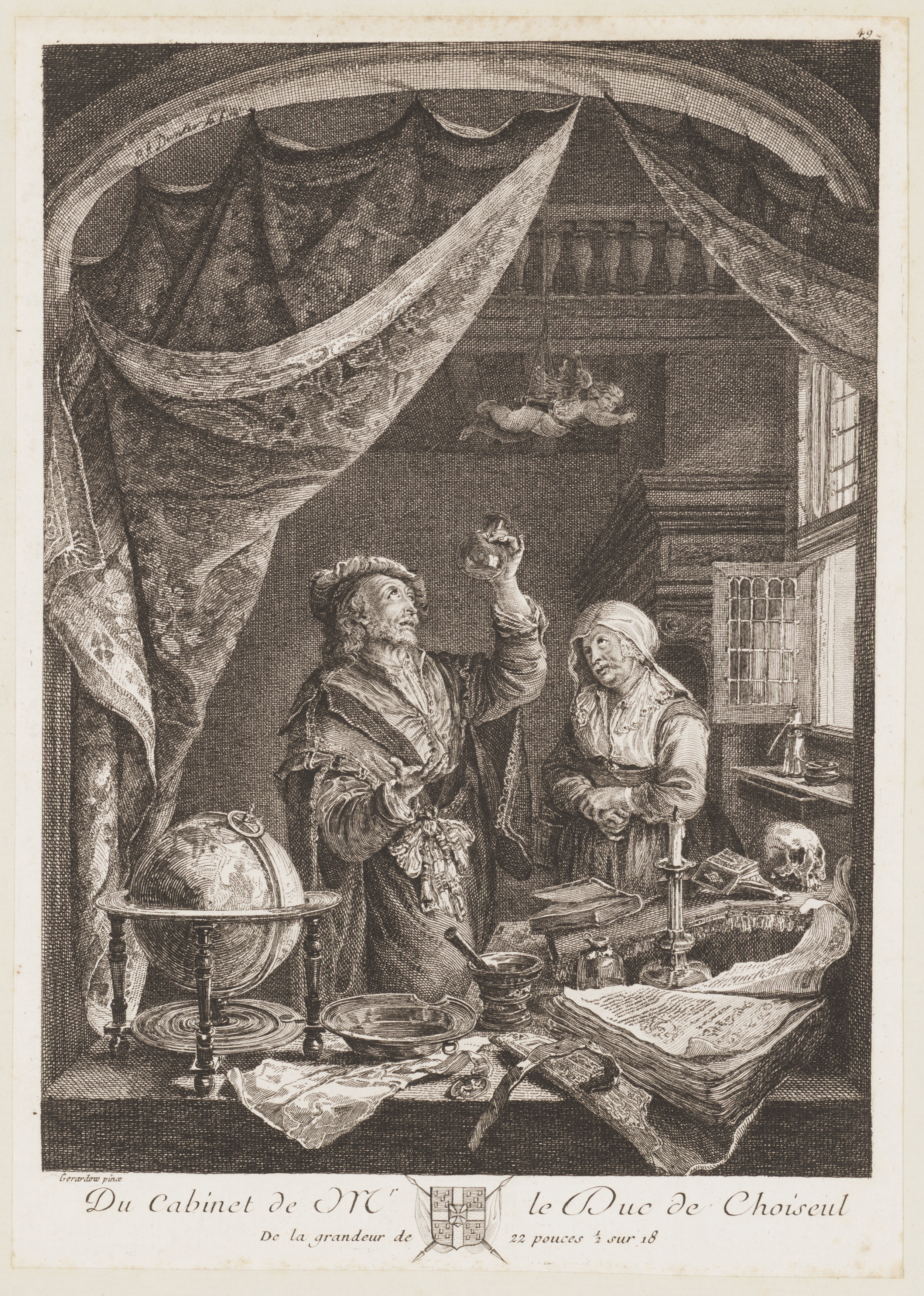
医者、ヘラルト・ドウの原画(1771)

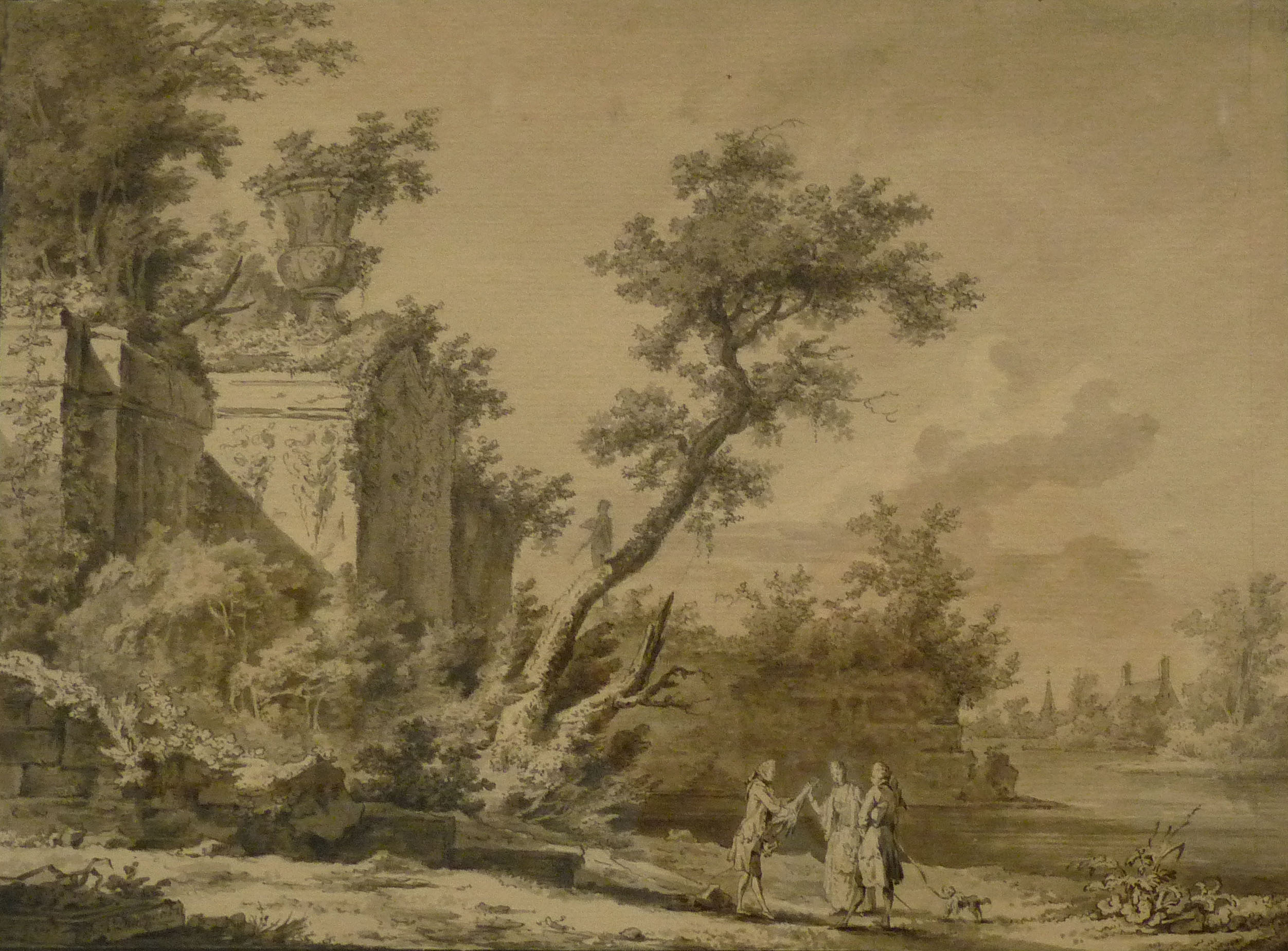
遺跡と3人の人物と風景
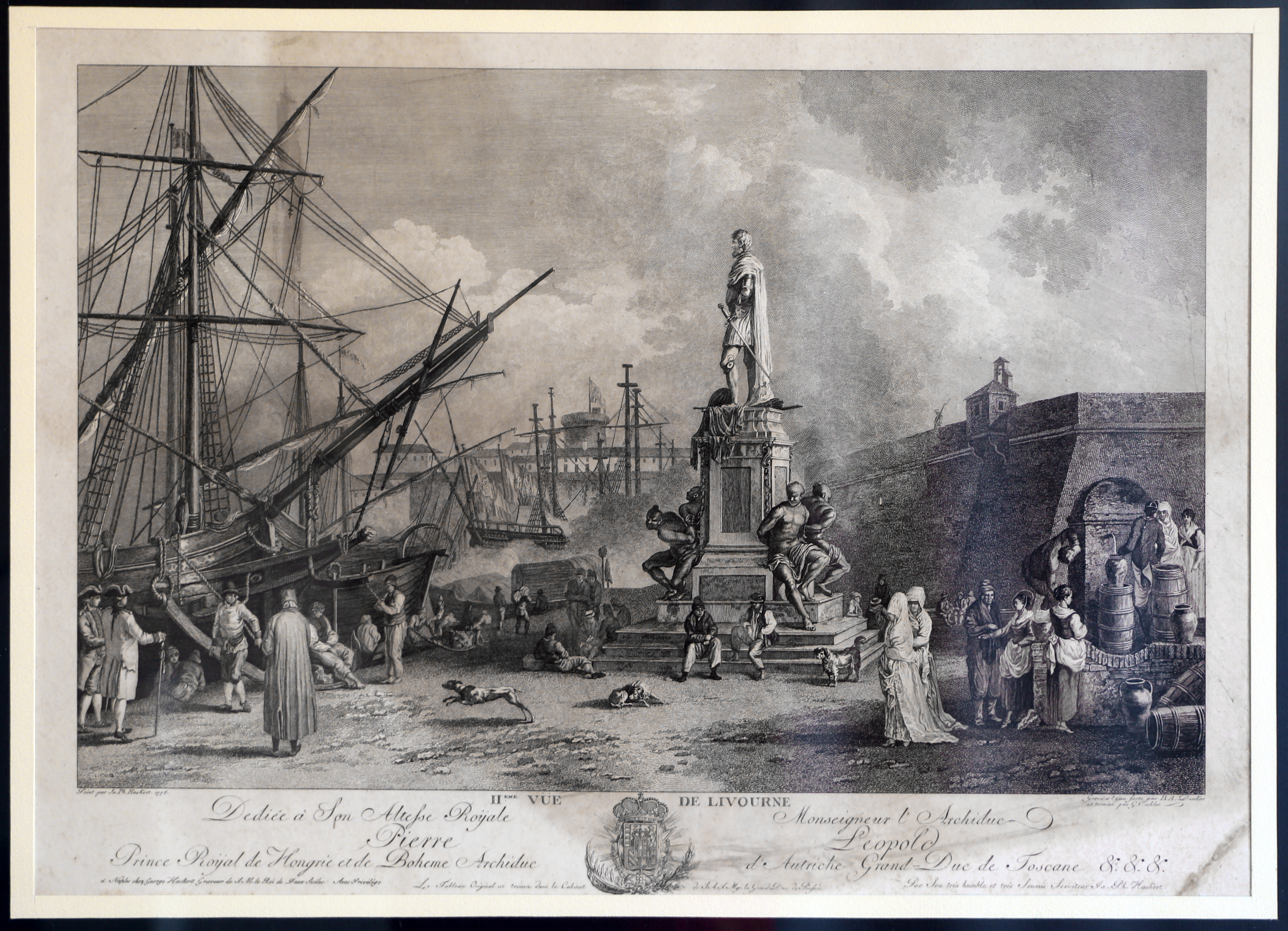
リヴォルノの景観、ヤコブ・フィリップ・ハッケルトの原画(1778)
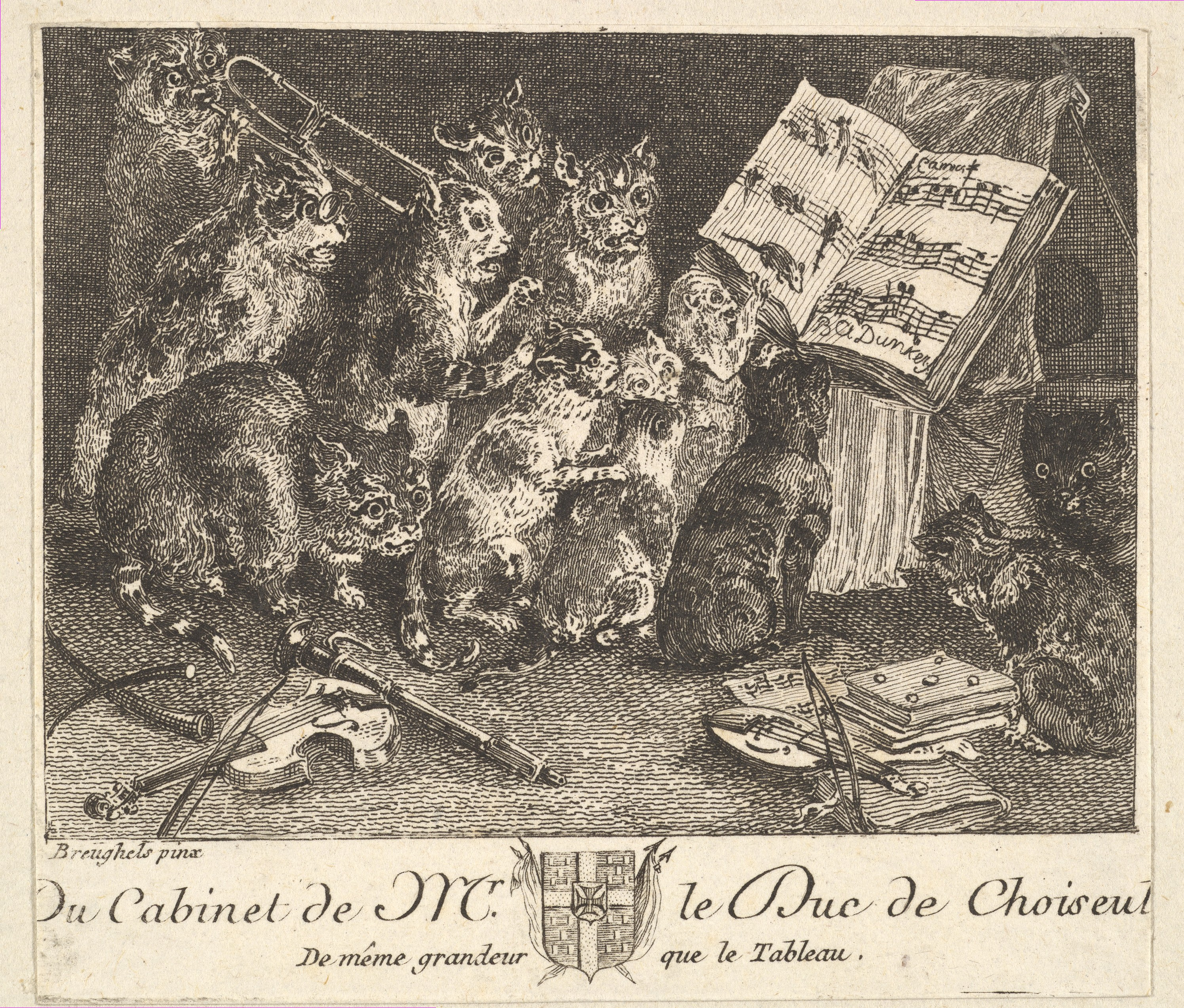
猫のコンサート、ヤン・ブリューゲル (父)の原画(1778)